# Вулиця Світлицького
Ву́лиця Світли́цького — вулиця в Подільському районі міста Києва, місцевості Виноградар, Вітряні гори. Пролягає від Гамаліївської вулиці до проспекту Василя Порика.
Прилучаються вулиці Байди-Вишневецького, Чигиринська, Івана Їжакевича, Перемишльська, провулки Биківський та Межовий, і проспект Свободи.

## Історія
Вулиця виникла у 50-ті роки XX століття. У 1957 році набула назву провулок Осиповського, на честь Т. Ф. Осиповського і пролягала до теперішнього Межового провулку. Сучасна назва — з 1961 року, на честь Г. П. Світлицького. У 1-й половині 60-х років продовжена до нинішнього проспекту Свободи, у 2-й половині 70-х років — до сучасних розмірів.

## Забудова
Вулиця забудована переважно п'яти- та дев'ятиповерховими будинками типу «хрущовка». Вона починається з приватного сектору, забудованого малоповерховими садибами, які, втім, відносяться до сусідніх вулиць. В кінці вулиці переважає нежитлова забудова — гаражі та будівлі колишнього заводу «Есмаш», пристосовані під офіси.

### Житлові будинки на вулиці Світлицького
| Будинок   | Кількість поверхів | Серія          | Рік зведення |
| --------- | ------------------ | -------------- | ------------ |
| № 11/23   | 3                  |                |              |
| № 13      | 5                  | 1-438-9        | 1965         |
| № 19      | 5                  | 1-438-6        | 1965         |
| № 21      | 5                  | 1-438-6        | 1965         |
| № 23      | 5                  | 1-480-15-КПМ   | 1965         |
| № 23-А    | 5                  | 1-480-15-КП    | 1963         |
| № 24      | 9                  | 1-468-1        | 1972         |
| № 24-А    | 9                  | 1-447С-54/73 К | 1983         |
| № 25      | 5                  | 1-480-15-ВК    | 1965         |
| № 26      | 9                  | 164-80         | 1978         |
| № 26-А    | 9                  | 1-464А-54      | 1974         |
| № 26-Б    | 9                  | 1-464А-54      | 1974         |
| № 27      | 5                  | 1-438-6        | 1965         |
| № 28      | 9                  | 94-026Б        | 1984         |
| № 28-Б    | 9                  | 164-80         |              |
| № 28-В    | 9                  | 1-КГ-480-52    | 1974         |
| № 29/18   | 5                  | 1-438-6        | 1964         |
| № 30/20   | 9                  | 1-КГ-480-52    | 1974         |
| № 30/20-А | 9                  | 1-КГ-480-52    | 1974         |
| № 30/20-Б | 9                  | 1-КГ-480-52    | 1974         |

## Установи
- Спеціалізована школа № 193 (буд. № 22)
- Дошкільний навчальний заклад № 518 (буд. № 24-Б)
- Школа-інтернат для глухих дітей (буд. № 31/7)
- Дитяча художня школа № 4 (буд. № 26-Б)
- Пожежна частина № 7 Подільського району (буд. № 37)